# Resovia Rzeszów
Resovia Rzeszów is een voetbalclub uit Rzeszów, meestal wordt de club gewoon Resovia genoemd. De club is onderdeel van de grotere sportclub CWKS Resovia en is een van de oudste voetbalclubs van Polen, al speelden ze nooit in de hoogste klasse. 

## Geschiedenis
De club werd in 1905 opgericht in het toenmalige Galicië, wat nog een onderdeel was van Oostenrijk-Hongarije. In de jaren dertig was Resovia een van de topteams van de regionale Lwów-liga. Na de Tweede Wereldoorlog speelde de club lange tijd in lagere reeksen. Van 1977 tot 1994 speelde de club in de tweede klasse. In 2020 kon de club opnieuw promotie afdwingen. 